# Anja Greb
Anja Greb (* 18. April 1969 in Frankfurt am Main) ist eine deutsche Taekwondo-Kämpferin und Inlinehockey-Nationalspielerin sowie Eishockeyspielerin.

## Karriere
Greb war lange Jahre in der Sportfördergruppe der Bundeswehr in Sonthofen und langjähriges Nationalmannschaftsmitglied der Deutschen Taekwondo-Union. Sie beendete ihre internationale Karriere im Taekwondo mit dem 3. Platz bei der Militär-Weltmeisterschaft des Conseil International du Sport Militaire.
Anschließend wechselte sie ins Mannschaftssportlager und begann mit Inlinehockey bei den Assenheim Patriots. 2004 wurde sie ins Inlinehockey-Nationalteam berufen. Zeitversetzt spielte sie bei den Young Lions in Frankfurt am Main als Verteidigerin Eishockey. Zur Saison 2004/05 wechselte sie von den Young Lions Frankfurt aus der 2. Liga Nord zu den Kurpfalz Ladies in die Bundesliga. In der Saison 2005/06 spielte sie wiederum in der Bundesliga, diesmal bei den Mannheimer ERC Wild Cats. Nach deren Abmeldung vom Spielbetrieb ging die Verteidigerin wieder zu den Kurpfalz Ladies, wo sie in der Saison 2006/07 im Kader der 2. Mannschaft der Kurpfalz Ladies in der EBW-Landesliga zum Einsatz kam.

## Erfolge und Auszeichnungen

### Taekwondo
- Bronze bei den Militärweltmeisterschaften

### Inlinehockey
- 2004 Berufung in Damennationalmannschaft